# Oregonterritorium
Het Oregonterritorium was een georganiseerd territorium van de Verenigde Staten tussen 14 augustus 1848 en 14 februari 1859. Na deze periode werd het zuidwestelijke deel van het territorium als de staat Oregon opgenomen in de Amerikaanse unie. Aanvankelijk werd het gebied opgeëist door verscheidene landen, maar in 1846 werd Oregon Country verdeeld tussen de Verenigde Staten en het Verenigd Koninkrijk van Groot-Brittannië en Ierland. Bij de oprichting van het territorium omvatte het een gebied dat de huidige staten Oregon, Washington en Idaho vormt, alsook delen van Wyoming en Montana. De hoofdstad van het territorium was aanvankelijk Oregon City (1848-1851), dan Salem (1851-1855) gevolgd door Corvallis (1855) met opnieuw Salem (1855-1859) als laatste. Salem diende nadien ook als hoofdstad van Oregon.

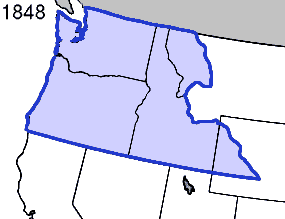
Oregonterritorium in 1848
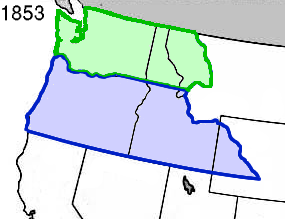
Het Oregonterritorium (blauw) met het Washingtonterritorium (groen) in 1853
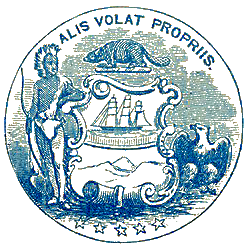
Zegel van het Oregonterritorium met de Latijnse spreuk Zij vliegt op eigen vleugels

Georganiseerde en geïncorporeerde territoria: Noordwest (1787–1803) · Zuidwest (1790–1796) · Mississippi (1798–1817) · Indiana (1800–1816) · Orleans (1804–1812) · Louisiana/Missouri (1805–1821) · Michigan (1805–1837) · Illinois (1809–1818) · Alabama (1817–1819) · Arkansas (1819–1836) · Florida (1822–1845) · Indian Territory (1834–1907) · Wisconsin (1836–1848) · Iowa (1838–1846) · Oregon (1848–1859) · Minnesota (1849–1858) · New Mexico (1850–1912) · Oklahoma (1890–1907) · Utah (1850–1896) · Washington (1853–1889) · Kansas (1854–1861) · Nebraska (1854–1867) · Nevada (1861–1864) · Colorado (1861–1876) · Dakota (1861–1889) · Idaho (1863–1890) · Arizona (1863–1912) · Montana (1864–1889) · Wyoming (1868–1890) · Hawaï (1900–1959) · Alaska (1912–1959)
Niet-geïncorporeerde territoria: Guam (1898–) · Filipijnen (1898–1946) · Puerto Rico (1898–) · Amerikaans-Samoa (1899–) · Panamakanaalzone (1903–1979) · Amerikaanse Maagdeneilanden (1917–) · Noordelijke Marianen (1975–)
Onbewoonde eilanden en claims onder de Guano Islands Act: Phoenixeilanden (1856–1979) · Roncador Bank (1856–1981) · Serrana Bank (1856–1981) · Baker (1857–) · Jarvis (1858–) · Johnston (1858–) · Navassa (1858–) · Kingman (1860–) · Swaneilanden (1863–1972) · Howland (1867–) · Midway (1867–) · Quita Sueño (1869–1981) · Palmyra (1898–) · Wake (1899–) · Corn Islands (1914–1971)